# 黄弘纲
黄弘纲（1492年—1561年），字正之，号洛村，明朝江西承宣布政使司赣州府雩都县（今江西省于都县）人。
黄弘纲让人觉得难以亲近，从不曾对人假以辞色、假意逢迎。同乡何廷仁通过黄弘纲了解到王守仁的学说。黄弘纲通过乡试中举，嘉靖二十三年（1544年）授汀州府推官，官至刑部主事，因得罪吏部尚书，愤而辞官归里。黄弘纲强调道必“反求诸己”“深造自得”，修身则主张“不致纤毫之力，一顺自然为主”。在王守仁的门下，跟随他学习的人常常有几百人，其中以浙东、江西两地的人尤其多，而善于阐发推演老师学说的，人们首推黄弘纲、何廷仁以及钱德洪、王畿。当时的人有这样的说法：“江西有何廷仁、黄弘纲，浙东有钱德洪、王畿。”